# Noaísmo

O arco-íris, símbolo não oficial do noaitismo, aparece em Gênesis a Noé após o Dilúvio como a promessa de Deus de não inundar a Terra e destruir toda a vida novamente.

Noaísmo, noaitismo, noaquidismo, noaquismo, noéismo ou noahidismo é um movimento religioso judaico monoteísta voltado para não-judeus, baseado nas Sete Leis de Noé  e suas interpretações tradicionais dentro do Judaísmo Ortodoxo.
De acordo com a lei judaica, os não-judeus (gentios) não são obrigados a se converter ao judaísmo, mas são obrigados a observar as Sete Leis de Noé para terem a garantia de um lugar no Mundo Vindouro (Olam haBa), a recompensa final dos justos.  A pena por violar qualquer uma das leis de Noé é discutida no Talmud, mas em termos práticos está sujeita ao sistema legal de trabalho que é estabelecido pela sociedade em geral. Aqueles que observam a Aliança Noeica são referidos como Bnei Noah (em hebraico:  בני נח, "Filhos de Noé") ou noaítas/noáquidas. O moderno movimento noaíta foi fundado na década de 1990 por rabinos judeus ortodoxos de Israel, principalmente ligados a Chabad-Lubavitch e organizações religiosas sionistas, incluindo o Instituto do Templo.
Historicamente, o termo hebraico Bnei Noach tem sido aplicado a todos os não-judeus como descendentes de Noé. No entanto, hoje em dia é usado principalmente para se referir especificamente aos "gentios justos" que observam as Sete Leis de Noé. As comunidades noaítas se espalharam e se desenvolveram principalmente nos Estados Unidos, Reino Unido, América Latina, Nigéria, Filipinas e Rússia. Existem mais de 20.000 noaítas oficiais em todo o mundo e o país com maior número são as Filipinas.

## A Aliança Noeica
Devido as instruções da torah serem ditas unica e exclusivamente ao povo judeu, a base teológica para os sete mandamentos da Aliança Noeica deriva interpretativamente das exigências dirigidas a Adão e a Noé, que se acredita serem os progenitores da humanidade no Judaísmo e, portanto, considerados como leis morais universais. Os sete mandamentos da Aliança Noéica enumerados no Talmud Babilônico (Avodah Zarah 8:4, Sanhedrin 56a-b) são: 
- Avodah zarah (עבודה זרה) - Não cometer idolatria;
- Birkat Hashem (ברכת השם) - Não blasfemar;
- Shefichat damim (שפיכות דמים) - Não assassinar;
- Gezel (גזל) - Não roubar ou furtar;
- Gilui arayot (גילוי עריות) - Não cometer adultério ou imoralidades sexuais (homossexualismo, zoofilia e incesto);
- Ever min ha-chai (אבר מן החי) - Não comer partes de um animal ainda vivo;
- Dinim (דינים) - Estabelecer sistema de justiça (praticar justiça);

De acordo com o padre católico romano americano e teólogo dogmático Bruce R. Barnes, a obrigação de seguir a Aliança Noéica e seus sete mandamentos também cabia ao povo judeu e permaneceu em vigor para eles até que os Dez Mandamentos foram dados a Moisés no Monte Sinai:
Com a entrega da Torá, Deus escolheu um povo para viver de acordo com Seus Mandamentos. Esse é um momento crítico para aqueles que acreditam que a revelação é a única expressão autêntica da lei. Essas pessoas pensam que a Lei Revelada predomina e que as Leis de Noé são absorvidas pelas Leis Mosaicas, perdendo assim sua independência. Essa unificação dos dois conjuntos de leis durante a revelação no Sinai fortaleceu e confirmou (em vez de diminuir) a obrigação dos não-judeus de seguir as Leis de Noé. Os gentios justos eram obrigados a seguir os Sete Mandamentos e, por associação, os Mandamentos Sinaiticos, porque as Leis de Noé eram agora consideradas incluídas nas Leis do Sinai. Isso não alterou a distinção entre os dois grupos de pessoas que seguiam as respectivas leis. [...] A relação entre os noahitas e os judeus sempre seria semelhante à relação entre um sacerdote e um leigo fiel. A obrigação de seguir as Leis de Noé foi imposta aos judeus desde Adão até a Revelação no Sinai. Praticamente todos os pensadores judeus que lidaram com essa questão tiveram isso em mente

## Precedentes históricos
O conceito de "gentios justos" (gerim toshavim) tem alguns precedentes na história do judaísmo, principalmente durante os tempos bíblicos e a dominação romana do Mediterrâneo. Na Bíblia Hebraica, é relatado que o status legal de ger toshav ("estrangeiro" ou "estrangeiro" + toshav: "residente", lit.  "resident alien") foi concedido aos gentios (não-judeus) que viviam na Terra de Israel que não queriam se converter ao Judaísmo, mas concordaram em observar as Sete Leis de Noé. Os Sebomenoi ou tementes a Deus do Império Romano foram outro exemplo antigo de não-judeus sendo incluídos na comunidade judaica sem se converterem ao judaísmo.
Durante a Idade de Ouro da cultura judaica na Península Ibérica, o filósofo e rabino judeu medieval Moses Maimonides (1135–1204) escreveu no código legal haláchico Mishneh Torah que os gentios (não-judeus) devem cumprir exclusivamente as Sete Leis de Noé e abster-se de estudar a Torá com o objetivo de cumprir qualquer mandamento judaico, inclusive descansar no Shabat; no entanto, Maimônides também afirma que se os gentios quiserem cumprir qualquer mandamento judaico além das Sete Leis de Noé de acordo com o procedimento haláchico correto, eles não serão impedidos de fazê-lo. De acordo com Maimônides, ensinar os não-judeus a seguir as Sete Leis de Noé é uma responsabilidade de todos os judeus, um mandamento em si. No entanto, a maioria das autoridades rabínicas ao longo dos séculos rejeitou a opinião de Maimônides, e o consenso haláchico dominante sempre foi que os judeus não são obrigados a espalhar as leis de Noé aos não-judeus.
Durante a década de 1860, na Europa Ocidental, a ideia do noaitismo como uma religião judaica universal para não-judeus foi desenvolvida por Elijah Benamozegh, um rabino ortodoxo sefardita italiano e renomado cabalista judeu. Entre os anos 1920 e 1930, o escritor francês  fr adotou as leis de Noé por sugestão de seu professor Elijah Benamozegh; depois, Pallière difundiu a doutrina de Benamozegh na Europa e nunca se converteu formalmente ao judaísmo. Os historiadores modernos argumentam que o papel de Benamozegh no debate sobre o universalismo judaico na história da filosofia judaica foi focado nas Sete Leis de Noé como o meio subserviente à mudança da ética judaica do particularismo para o universalismo, embora os argumentos que ele usou para apoiar a sua ponto de vista universalista não foram originais nem inéditos na história deste debate. De acordo com Clémence Boulouque, Carl e Bernice Witten Professor Associado de Estudos Judaicos e de Israel na Universidade de Columbia, na cidade de Nova Iorque, Benamozegh ignorou os preconceitos etnocêntricos contidos nas leis de Noé, enquanto alguns movimentos políticos judaicos de direita contemporâneos os abraçaram.

## Movimento noaíta moderno
Menachem Mendel Schneerson, o Lubavitcher Rebe, encorajou seus seguidores em muitas ocasiões a pregar as Sete Leis de Noé,   dedicando alguns de seus discursos às sutilezas deste código. Desde a década de 1990,   rabinos judeus ortodoxos de Israel, mais notavelmente aqueles afiliados a Chabad-Lubavitch e organizações religiosas sionistas,    incluindo The Temple Institute,    criaram o moderno movimento noaíta.    Estas organizações de Noé, lideradas por rabinos religiosos sionistas e judeus ortodoxos, têm como objetivo que os não-judeus façam proselitismo entre eles e os comprometam a seguir as leis de Noé.    De acordo com Rachel Z. Feldman,  antropóloga americana e professora assistente de estudos religiosos no Dartmouth College, muitos dos rabinos judeus ortodoxos envolvidos na orientação de noaíta são apoiadores do movimento do Terceiro Templo que acreditam que a era messiânica começará com o estabelecimento de um estado teocrático judeu em Israel, apoiado por comunidades de noaíta em todo o mundo:

Atualmente, cerca de 2.000 filipinos se consideram membros dos "Filhos de Noé", um novo movimento religioso. nova fé judaica]] que está crescendo para dezenas de milhares em todo o mundo à medida que ex-cristãos encontram formas de aprendizado judaico on-line. Sob a tutela de Judeus ortodoxos [os filipinos "noaítas", como se autodenominam, estudam a Torá, observam o Sabá e apoiam apaixonadamente uma forma de sionismo religioso. Os filipinos noaítas acreditam que os judeus são um povo racialmente superior, com uma capacidade inata de acessar a divindade. De acordo com seus mentores rabinos, eles são proibidos de realizar rituais judaicos e até mesmo de ler certos textos judaicos. Essas restrições exigiram a criação de novas práticas rituais e orações distintamente noaides, modeladas com base nas práticas judaicas. Os filipinos noaítas estão praticando uma nova fé que também afirma a superioridade do judaísmo e o direito bíblico judaico à Terra de Israel, de acordo com os objetivos do crescente movimento messiânico Third Temple Movement em Jerusalém.
Feldman descreve o noaitismo como uma " religião do novo mundo" que "cria um lugar para os não-judeus no projeto messiânico sionista" e "afirma a superioridade do judaísmo e do direito bíblico judaico à Terra de Israel, em linha com o objetivos do crescente movimento messiânico do Terceiro Templo em Jerusalém". Ela caracteriza a ideologia noaíta nas Filipinas e em outras partes do sul global como tendo uma "dimensão marcadamente racial" construída em torno de "uma diferença categórica essencial entre judeus e noaítas". David Novak, professor de teologia e ética judaica na Universidade de Toronto, denunciou o movimento moderno de Noé, afirmando: “Se os judeus estão dizendo aos gentios o que fazer, é uma forma de imperialismo”.

### Alto Conselho dosBnei Noah
Em 2005, um "Conselho Superior dos Bnei Noah ", criado para representar as comunidades de Noé em todo o mundo, foi endossado por um grupo que afirmava ser o novo Sinédrio. O Alto Conselho dos Bnei Noah consiste em um grupo de noaíta que, a pedido do nascente Sinédrio, se reuniram em Jerusalém em 10 de janeiro de 2006 para serem reconhecidos como uma organização internacional de Noé com o propósito de servir de ponte entre o nascente Sinédrio e noaítas em todo o mundo. Houve dez membros iniciais que voaram para Israel e se comprometeram a defender as Sete Leis de Noé e a se comportar sob a autoridade do noaíta beth din (tribunal religioso) do nascente Sinédrio.
Meir Kahane e Shlomo Carlebach organizaram uma das primeiras conferências noaíta na década de 1980. Em 1990, Kahane foi o orador principal na Primeira Conferência Internacional dos Descendentes de Noé, o primeiro encontro noaíta, em Fort Worth, Texas. Após o assassinato de Meir Kahane naquele mesmo ano, o Instituto do Templo, que defende a reconstrução do Terceiro Templo Judaico no Monte do Templo em Jerusalém, começou a promover as leis de Noé também.
O movimento Chabad-Lubavitch tem sido um dos mais ativos na divulgação de Noé, acreditando que há valor espiritual e social para os não-judeus em pelo menos simplesmente reconhecer as leis de Noé. Em 1982, Chabad-Lubavitch fez uma referência às leis de Noé consagradas em uma proclamação presidencial dos EUA: a "Proclamação 4921", assinada pelo então governo dos EUA do Presidente Ronald Reagan. O Congresso dos Estados Unidos, relembrando a Resolução Conjunta 447 da Câmara e em comemoração ao 80º aniversário de Menachem Mendel Schneerson, proclamou o dia 4 de abril de 1982 como o "Dia Nacional de Reflexão".
Em 1989 e 1990, eles fizeram outra referência às leis de Noé consagradas numa proclamação presidencial dos EUA : a "Proclamação 5956", assinada pelo então presidente George Bush. O Congresso dos Estados Unidos, relembrando a Resolução Conjunta 173 da Câmara e em comemoração ao 87º aniversário de Menachem Mendel Schneerson, proclamou 16 de abril de 1989 e 6 de abril de 1990 como o "Dia da Educação, EUA"
Em janeiro de 2004, o líder espiritual da comunidade drusa em Israel, Xeque Mowafak Tarif, reuniu-se com um representante de Chabad-Lubavitch para assinar uma declaração apelando a todos os não-judeus em Israel para observarem as leis de Noé; o prefeito da cidade árabe de Shefa-'Amr (Shfaram) também assinou o documento.
Em março de 2016, o Rabino Chefe Sefardita de Israel, Yitzhak Yosef, declarou durante um sermão que a lei judaica exige que os únicos não-judeus autorizados a viver em Israel sejam obrigados a seguir as leis de Noé: 

De acordo com a lei judaica, é proibido que um não judeu viva na Terra de Israel - a menos que ele tenha aceitado as sete leis de Noé, [...] Se o não judeu não estiver disposto a aceitar essas leis, então podemos enviá-lo para a Arábia Saudita, [...] Quando houver a redenção completa e verdadeira, faremos isso.
Yosef acrescentou ainda:
Os não-judeus não deveriam viver na terra de Israel. Se nossa mão fosse firme, se tivéssemos o poder de governar, então os não-judeus não deveriam viver em Israel. Mas a nossa mão não é firme. [...] Quem, de outra forma, seriam os servos? Quem será nosso ajudante? É por isso que os deixamos em Israel.
O sermão de Yosef provocou indignação em Israel e foi duramente criticado por diversas associações de direitos humanos, ONGs e membros do Knesset; Jonathan Greenblatt, CEO e diretor nacional da Liga Anti-Difamação, e Carole Nuriel, diretora interina do Escritório de Israel da Liga Anti-Difamação, emitiram uma forte denúncia do sermão de Yosef: 

A declaração do rabino-chefe Yosef é chocante e inaceitável. É inaceitável que o rabino-chefe, um representante oficial do Estado de Israel, expresse opiniões tão intolerantes e ignorantes sobre a população não judia de Israel, incluindo os milhões de cidadãos não judeus.

Como líder espiritual, o rabino Yosef deveria estar usando sua influência para pregar a tolerância e a compaixão para com os outros, independentemente de sua fé, e não procurar excluir e rebaixar um grande segmento de israelenses.

Pedimos ao rabino-chefe que se retrate de suas declarações e peça desculpas por qualquer ofensa causada por seus comentários.